# Васильевка (Акмолинская область)
Васильевка (каз. Васильевка) — село в Сандыктауском районе Акмолинской области Казахстана. Административный центр Васильевского сельского округа. Код КАТО — 116439100.

## География
Село расположено в юго-восточной части района, вдоль реки Коныр, в 45 км на юго-восток от центра района села Балкашино.

### Улицы[2][3]
- ул. Дружбы,
- ул. Магжана Жумабаева,
- ул. Молодежная,
- ул. Саккулак би,
- ул. Пушкина.

### Ближайшие населённые пункты
- аул Улан в 6 км на юге,
- село Тучное в 8 км на севере.
- село Каменка в 18 км на северо-востоке.

## Население
В 1989 году население села составляло 734 человек (из них русских 63%, немцев 20%).
В 1999 году население села составляло 555 человек (269 мужчин и 286 женщин). По данным переписи 2009 года в селе проживали 394 человека (194 мужчины и 200 женщин).
| Численность населения | Численность населения | Численность населения |
| 1989                  | 1999                  | 2009                  |
| --------------------- | --------------------- | --------------------- |
| 734                   | ↘555                  | ↘394                  |